# Älska, dricka, sjunga, leva, dö
Älska, dricka, sjunga, leva, dö: en essä om Erik Axel Karlfeldt är en bok skriven av kritikern och föreläsaren Stina Otterberg från 2014. Boken handlar om Erik Axel Karlfeldts dikter.